# Distinção entre proteção e segurança
Na ciência da computação a distinção entre proteção e segurança é uma escolha de projeto. Wulf et al. identificou proteção como um mecanismo e segurança como uma política, portanto, fazendo da distinção entre proteção e segurança um caso particular da separação entre o mecanismo e a política.

## Visão geral
A adoção desta distinção em uma arquitetura de computador, normalmente significa que a proteção é fornecida como um mecanismo de tolerância a falhas de hardware / firmware e do kernel, enquanto o sistema operacional e aplicativos implementam suas políticas de segurança. Neste projeto, as políticas de segurança contam com mecanismos de proteção e técnicas de criptografia adicional.
A abordagem de hardware principal para a segurança ou a proteção é o uso de domínios de proteção hierárquica. Exemplo proeminente dessa abordagem é arquitetura em anel com "modo de supervisor" e "modo usuário". Tal abordagem adota uma política já nos níveis mais baixos (hardware/firmware/kernel), restringindo o resto do sistema a confiar nele. Portanto, a escolha da distinção entre proteção e segurança no projeto de arquitetura em geral implica na rejeição da abordagem hierárquica em favor de outra, o endereçamento baseado na capacidade.

## Modelos de projeto com a separação
Os modelos com a proteção e separação de segurança são: matriz de controle de acesso, UCLA Secure Data Unix, take-grant e filtro.

## Modelos de projeto sem a separação
Os modelos sem essa separação são: marca de alto-mar, Bell-LaPadula (original e revisitado), fluxo de informações, forte dependência e restrições.

## References
- Houdek, M. E., Soltis, F. G., and Hoffman, R. L. 1981. IBM System/38 support for capability-based addressing. In Proceedings of the 8th ACM International Symposium on Computer Architecture. ACM/IEEE, pp. 341–348. (em inglês)

- Intel Corporation (2002) The IA-32 Architecture Software Developer’s Manual, Volume 1: Basic Architecture (em inglês)

- Carl E. Landwehr Formal Models for Computer Security  Volume 13 ,  Issue 3  (September 1981) pp. 247 – 278 (em inglês)

- Swift, Michael M; Brian N. Bershad , Henry M. Levy, Improving the reliability of commodity operating systems,  ACM Transactions on Computer Systems (TOCS), v.23 n.1, p.77-110, February 2005 (em inglês)

- Wulf, W.; E. Cohen, W. Corwin, A. Jones, R. Levin, C. Pierson, F. Pollack (1974). «HYDRA: the kernel of a multiprocessor operating system». Communications of the ACM. 17 (6): 337–345. ISSN 0001-0782. doi:10.1145/355616.364017   (em inglês)

- Feltus, Christophe (2008). «Preliminary Literature Review of Policy Engineering Methods - Toward Responsibility Concept». Proceeding of 3rd international conference on information and communication technologies : from theory to applications (ICTTA 08), Damascus, Syria; Preliminary Literature Review of Policy Engineering Methods - Toward Responsibility Concept